# Telecabina de la Massana
El telecabina de la Massana és un telefèric que uneix la Massana amb Pal Arinsal, a l'estació d'esquí de Vallnord, Andorra. Es va inaugurar el 27 de novembre del 2004. La línia fa 2.830 metres de longitud a 7 m/s, i el trajecte dura uns cinc minuts. Té 21 cabines amb capacitat per a 16 persones cadascuna, i pot transportar fins a 1.600 persones per hora. La construcció va costar 11 milions d'euros. L'estació inferior està situada al centre de la Massana, integrada al nucli urbà.